# Уругвай на летних Олимпийских играх 2004
Уругвай принимал участие в Летних Олимпийских играх 2004 года в Афинах (Греция) в восемнадцатый раз за свою историю, но не завоевал ни одной медали. Сборную страны представляли две женщины.

## Результаты соревнований

### Академическая гребля
В следующий раунд из каждого заезда проходили несколько лучших экипажей (в зависимости от дисциплины). В финал A выходили 6 сильнейших экипажей, остальные разыгрывали места в утешительных финалах B-E.
Мужчины
| Соревнование | Спортсмены        | Предварительный заезд | Предварительный заезд | Предварительный заезд | Отборочный заезд | Отборочный заезд | Отборочный заезд | Полуфинал     | Полуфинал     | Полуфинал     | Финал   | Финал   | Итоговое место |
| Соревнование | Спортсмены        | Заезд                 | Время                 | Место                 | Заезд            | Время            | Место            | Заезд         | Время         | Место         | Время   | Место   | Итоговое место |
| ------------ | ----------------- | --------------------- | --------------------- | --------------------- | ---------------- | ---------------- | ---------------- | ------------- | ------------- | ------------- | ------- | ------- | -------------- |
| одиночки     | Леандро Сальваньо | 4                     | 7:43,91               | 5                     | 6                | 7:02,68          | 3                | Полуфинал D/E | Полуфинал D/E | Полуфинал D/E | Финал D | Финал D | 20             |
| одиночки     | Леандро Сальваньо | 4                     | 7:43,91               | 5                     | 6                | 7:02,68          | 3                | 2             | 7:24,41       | 1             | 7:01,33 | 2       | 20             |

### Велоспорт

#### Трековый велоспорт
Победители определялись по результатам одного соревновательного дня. В гите победителей определяли по лучшему времени, показанному на определённой дистанции, а в гонке по очкам и мэдисоне по количеству набранных баллов.
Мужчины
| Спортсмен                      | Соревнование   | Результат     | Место |
| Спортсмен                      | Соревнование   | Время Очки    | Место |
| ------------------------------ | -------------- | ------------- | ----- |
| Мильтон Винантс                | Гонка по очкам | 46 (-2 круга) | 9     |
| Мильтон Винантс Томас Маргалеф | Мэдисон        | 3 (-1 круг)   | 10    |

### Плавание
В следующий раунд на каждой дистанции проходили лучшие спортсмены по времени, независимо от места занятого в своём заплыве.
Мужчины
| Спортсмен     | Соревнование        | Предварительные заплывы | Предварительные заплывы | Полуфиналы | Полуфиналы | Финал     | Финал     |
| Спортсмен     | Соревнование        | Результат               | Место                   | Результат  | Место      | Результат | Место     |
| ------------- | ------------------- | ----------------------- | ----------------------- | ---------- | ---------- | --------- | --------- |
| Мартин Кутшер | 400 м вольный стиль | 4:03,21                 | 39                      |            |            | Не прошёл | Не прошёл |